# 32264 Cathjesslai
32264 Cathjesslai este o planetă minoră (asteroid), cu un diametru de 2,482 km, din centura de asteroizi. A fost descoperită pe 1 august 2000 la Experimental Test Site⁠(d) de Lincoln Near-Earth Asteroid Research. 
Obiectul prezintă o orbită caracterizată de o semiaxă mare de 2,5951209 UAi, o excentricitate de 0,13, o înclinație de 2,98576 ° în raport cu ecliptica.